# 高怡 (清朝)
高怡（?—?），字仲友。清朝武康（今浙江德清）人。
康熙三十三年中进士（清史稿作康熙二十七年进士），高怡初任长洲知县。善断讼事，吏胥非常忌惮他。尚书韩菼，是高怡的座师，韩菼的姻党下狱，以韩菼的缘故请求宽恕，高怡大怒杖打他。选任鄜州知州，行取工部主事。考选山东道御史。康熙六十年（1721年）与陶彝等合疏请立皇太子，被康熙帝遣戍。当时年逾六十岁。雍正四年（1726年）以原职释归。